# 瓦丁克斯芬
瓦丁克斯芬（荷蘭語：Waddinxveen，荷蘭語：[ˌʋɑdɪŋksˈveːn] ⓘ）是荷兰南荷兰省的一个市镇。位于豪沃河（Gouwe）畔。2004年人口26,304。面积29.39 km² ，其中1.52 km²为水域。

## 图集

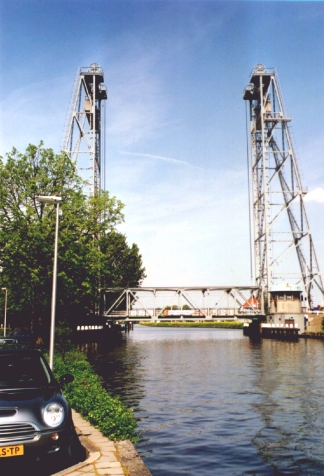
豪沃河上的升降桥
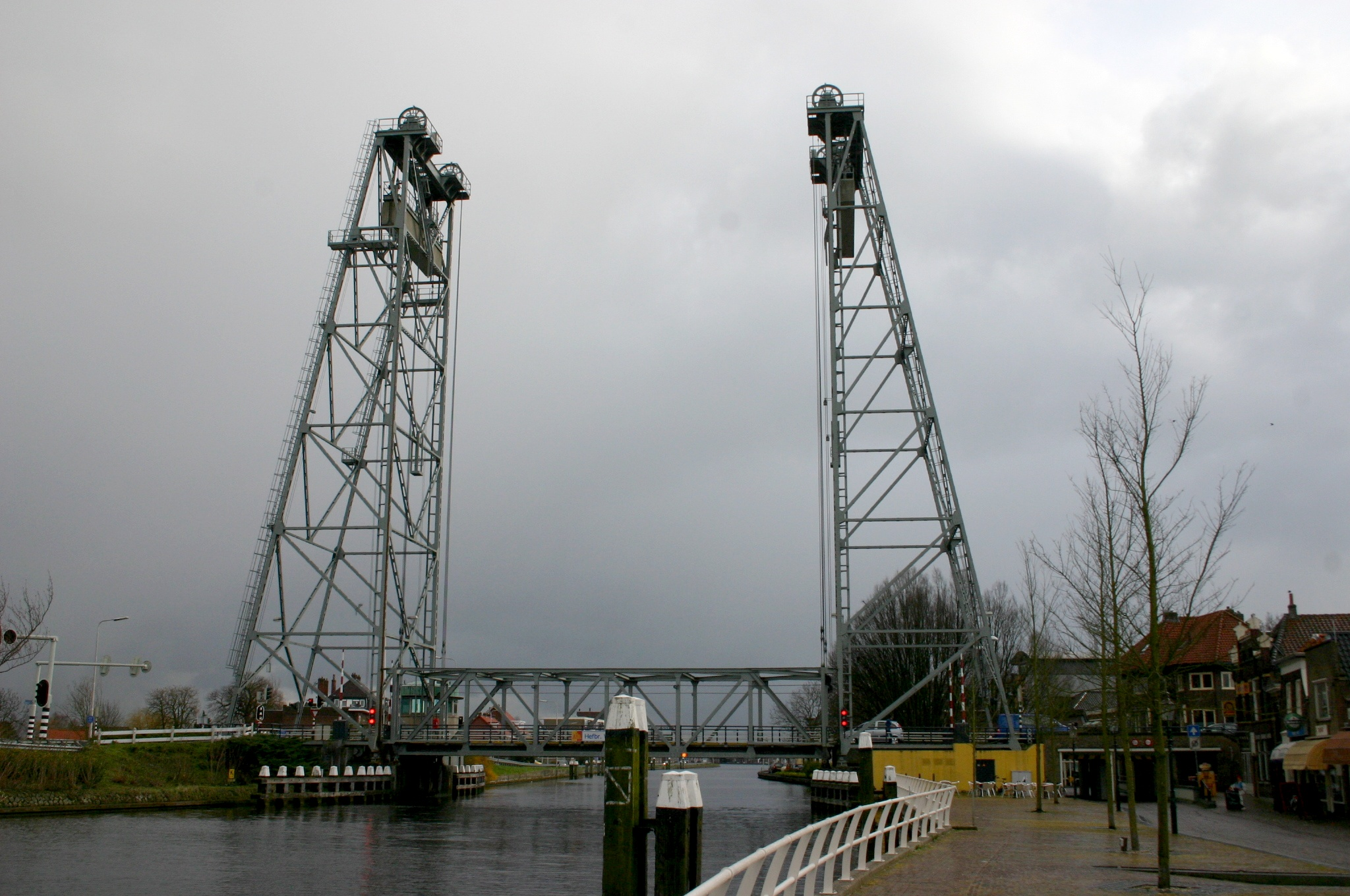
从北边望去的升降桥
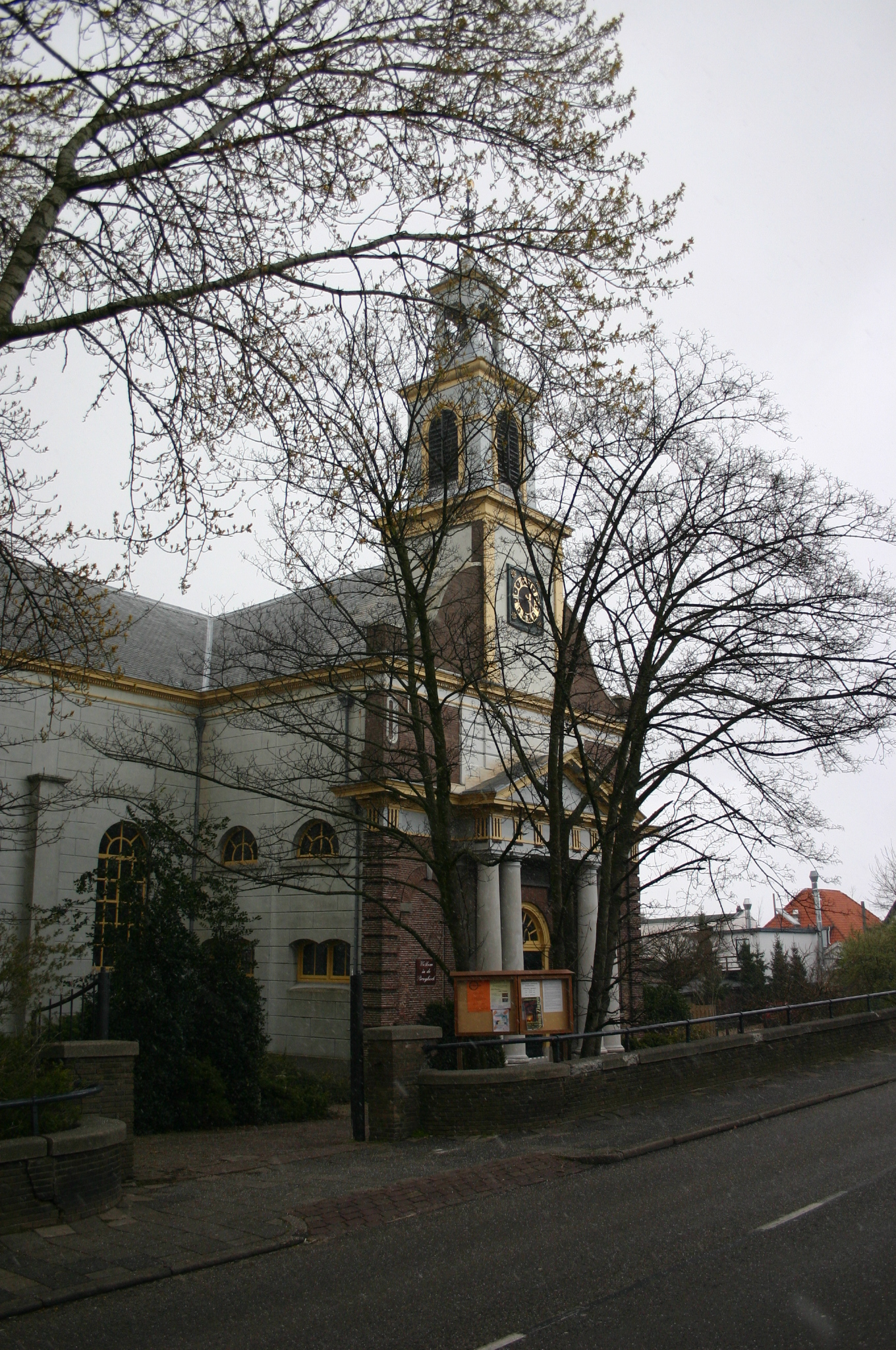
桥畔教堂